# برميل متفجر

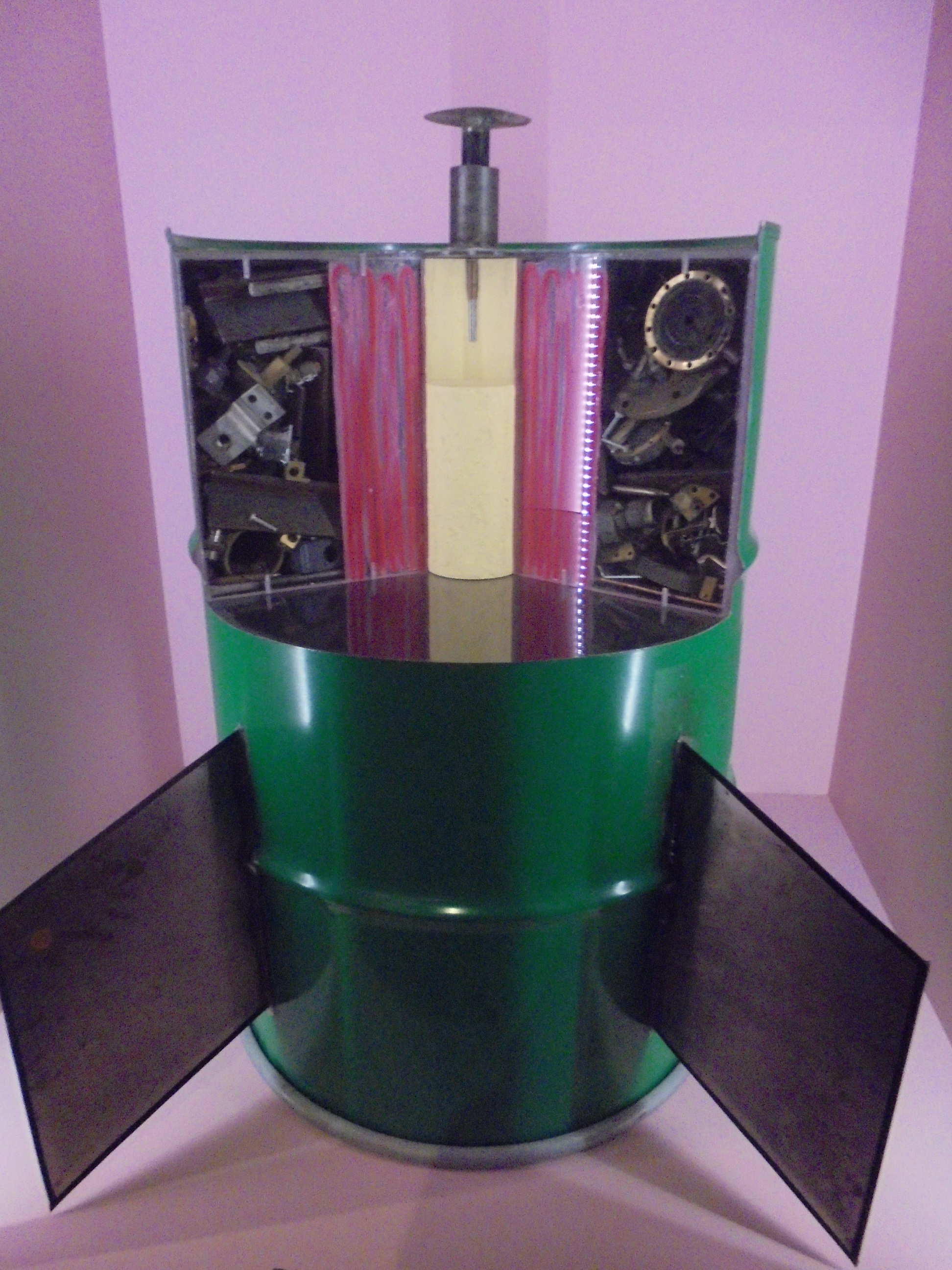
نسخة طبق الأصل من برميل مُتفجر في متحف الحرب الإمبراطوري في لندن.

البراميل المتفجرة هي قنابل بدائية غير موجهة شديدة الفتك رخيصة التكلفة كما أنها لا تتطلب إلى أي توجيهات تقنية. وهي مصنوعة عادةً من حاوية معدنية كبيرة على شكل برميل مليئة بالمُتفجرات وربما شظايا أو نفط أو مواد كيميائية أيضًا، ثم يتم إسقاطها من طائرة هليكوبتر أو طائرة. ونظرًا لضخامة كمية المتفجرات (التي تصل إلى 1,000 كيلوغرام (2,200 رطل) وضعف دقتها واستخدامها العشوائي في المناطق المدنية المأهولة بالسكان (بما في ذلك مُخيمات اللاجئين)، حيث تكون التفجيرات الناجمة عن ذلك مُدمرة. وقد وصفها النقاد بأنها أسلحة إرهابية وغير قانونية بموجب الاتفاقيات الدولية.
أول مرة تم استخدام البراميل المتفجرة في شكلها الحالي كان من قبل الجيش الإسرائيلي في عام 1948. وكان الاستخدام الثاني للبراميل المتفجرة من قبل الجيش الأمريكي في حرب فيتنام في أواخر الستينات. وابتداءًا من التسعينات، استُخدمت في سريلانكا وكرواتيا والسودان. وقد استخدمت القوات الجوية العربية السورية البراميل المتفجرة على نطاق واسع خلال الحرب الأهلية السورية، مما أدى إلى انتشار السلاح على نطاق واسع ثُم استخدمتها القوات العراقية خلال اشتباكات الأنبار. ويعتقد الخبراء أن الدول غير المستقرة التي تُحارب فصائل المعارضة ستظل تُصنعها لأنها رخيصة وفي نفس الوقت تمنحها قوة جوية.

## شرح
البراميل المتفجرة رخيصة في الإنتاج وغالبًا تُكلف بحدود 200 دولار إلى 300 دولار. ويُمكن استخدامها مع أي نوع من الطائرات بما في ذلك طائرات الشحن غير العسكرية. يُمكن أن تكون الحمولة المتفجرة بسيطة مثل الأسمدة والديزل. قد تحتوي القنبلة على شظايا معدنية مثل البراغي أو حتى المواد الكيميائية مثل الكلور. القنبلة تكون على شكل برميل ويمكن أن تكون مصنوعة من مواد بدائية أو مُصممة خصيصًا لها.

## براميل مُتفجرة حسب البلد

### إسرائيل
استخدمت البراميل المُتفجرة من قبل القوات الجوية الإسرائيلية خلال حرب 1948. في 15-16 يوليو/تموز، ألقت القوات الجوية الإسرائيلية براميل متفجرة على بلدة الصفورية أثناء عملية ديكل. المؤرخ نافذ نزال أقتبس من أحد القرويين وهو يصف الهجوم:

### الولايات المُتحدة
في أبريل/نيسان 1968، خلال حرب فيتنام أسقطت الولايات المتحدة عشرات البراميل المليئة بالوقود الحارق وما يُعادلها من الغاز المُسيل للدموع، من أجل إشعال حرائق الغابات وطرد مقاتلي الفيت كونغ في غابة يو منهه. ولم تكن القنابل موجهة إلى المناطق المُكتظة بالسكان، ولم تكن فعالة في إشعال حرائق الغابات.

### سريلانكا
خلال الحرب الأهلية السريلانكية (1983-2009)، استخدمت القوات الحكومية البراميل المتفجرة. ذكر ويليام داريمبل أن القوات الجوية السريلانكية التي تفتقر إلى القاذفات الحديثة استخدمت طائرات نقل صينية من طراز Y-12 لإسقاط براميل متفجرة تزن 300 كيلوغرام (660 رطلا) معبأة في براميل خشبية على المناطق المدنية في شبه الجزيرة الشمالية من جفنا. وفي عام 1990، ذكرت صحيفة أن «البراميل المُتفجرة عبارة عن 210 لتر من الحديد المصبوب معبأة بالمتفجرات والمطاط والغبار» استخدمت ضد المناطق السكنية وهدمت 20 منزلًا في منطقة جفنا.

### كرواتيا
وفي عام 1991، استخدمت القوات الكرواتية البراميل المتفجرة ضد القوات الصربية خلال معركة فوكوفار، حيث أُسقطت من طائرات أنتونوف أن-2 الزراعية. وكان يسمى الجهاز بومبا بوجلر ويتم عن طريق ملء المراجل العادية بالمياه الساخنة مع المتفجرات والشظايا. وكانت الآثار في الغالب نفسية. وبشكل عام، تم إنشاء القوات الجوية الكرواتية في عام 1990، وهي تتكون من مُتطوعين من نادي رياضي في سنج. وكانت أسلحتهم محلية الصنع وبدائية. ويُعرض جهاز بوجلر بومبا الآن في عدد من المتاحف في كرواتيا بما في ذلك متحف زغرب التقني والمتحف العسكري التابع لوزارة الدفاع الكرواتية.

### سوريا
قبل بدايةِ الحرب الأهلية كان الجيش العربي السوري قد طوّر نوعًا ما من ترسانته العسكريّة لمواجهة الجيش الإسرائيلي الذي كان – ولا زال – يتمتعُ بتفوقٍ جوي حيثُ عمل الأول على الحصولِ على بعض القنابل التي تُلقى من الجوّ نحو الأرض فضلًا عن الصواريخ الأخرى بما في ذلك صواريخ أرض - جو وصواريخ جو - جو وذلك بغرضِ مضايقة سلاح الجو الإسرائيلي وتأخيره في حالة المواجهة. واجهَ الجيش السوري صعوبةً في الحصول على صواريخ دقيقة فلجأَ إلى تلكَ الرخيصة والتي يُمكن إلقائها من الجوّ نحو الأرض على غِرار البراميل المتفجّرة التي تُعتبر رخيصة جدًا من حيثُ التكلفة – مقارنةً بباقي الصواريخ المتطوّرة مثلًا – لكنّ قوتها التدميريّة شديدة.
استُخدمت البراميل المتفجرة في الحرب الأهلية السورية لأول مرة من قِبل النظام السوري في آب/أغسطس 2012 وقد وثّق هذا الصحفيّ إليوت هيغينز، وكذا ريتشارد لويد. نفى خبيرٌ عسكري روسيّ وجود البراميل المتفجّرة في البداية ناهيك عن استعمالها حتى ظهرَ مقطع فيديو في تشرين الأول/أكتوبر 2012 يُصوّر أفرادًا من سلاح الجو السوري وهم بصددِ إلقاء قنبلة برميلية مضاءة من داخل طائرة هليكوبتر متحركة على منازل المدنيين في المناطق التي كانت تُسيطر عليها المعارضة. تنسبُ بعض المصادر للعقيد السوري سهيل الحسن فكرة تحميلِ البراميل بالمتفجرات والمسامير والشظايا المعدنية ما يُكسِب البرميل قدرة تفجيريّة أعلى وأكبر.
حسبَ القانون الدولي فإن الاستخدام المتعمد والعشوائي للأسلحة الخطيرة والمحظورة دوليًا على غِرار البراميل المتفجرة وما والاها يجعل الرئيس السوري بشار الأسد مسؤولًا عن جرائم الحرب تلك. ومع ذلك فقد نفى الأسد مرارًا وتكرارًا استخدام هذه الأسلحة قائلًا في إحدى تصريحاته: «لدينا قنابل وصواريخ ورصاص. لا توجد براميل متفجرة؛ ليس لدينا براميل!». ظهرت على مرّ السنوات عشرات الدلائل التي تُناقض كلام الأسد حيثُ التُقطت الكثير من الصوّر وصُوّرت الكثير من الفيديوهات التي تُظهر سلاح الجوّ السوري وهو يُلقي بتلك البراميل فوق مناطق مليئة بل ومكتظة أحيانًا بالمدنيين. عُثر على عددٍ من الفيديوهات التي توثق استخدام القوات النظاميّة للبراميل المتفجرة وذلك في هاتفٍ محمولٍ عُثر عليه في حطام مروحية تابعة للقوات الحكومية كانت قد تحطّمت في أيار/مايو من عام 2015. بعد انتشار تلك الفيديوهات والوسائط قالَ وزير الخارجية البريطاني فيليب هاموند: «إن شريط الفيديو هذا يكشفُ أكاذيب الأسد عن البراميل المتفجرة ... سنُقدّم المتورطين في هذه الأعمال الإجرامية إلى العدالة.»
أسفرت الهجمات بالبراميل المتفجرة في جميعِ أنحاء سوريا عن مقتل أكثر من 20,000 شخصًا منذ بدء النزاع في آذار/مارس 2011 حتى كانون الأول/ديسمبر 2013 وذلك وفقًا لحصيلةٍ صادرةٍ عن المجلس الوطني السوري المعارِض. تُشير التقديرات إلى أنه حتى منتصف آذار/مارس 2014 ألقت القوات التابعة للأسد ما بين 5000 حتى 6000 برميل متفجر (~ بمعدل ستّ براميل في اليومِ الواحد) ثمّ تصاعدت وتيرةُ استخدامِ هذا السلاح مع مرور الأشهر. لقد كانت مدينةُ حلب نقطةً محوريةً في استخدامِ الحكومة السورية للبراميل المتفجرة، ومع مرور الوقت طوّر النظام من أساليبِ استخدامه للبراميل المتفجرة حيثُ زاد من شدّتها التدميريّة لإحداث أكبر قدرٍ من الضرر، كما نهجَ تكتيكًا يقضي بإسقاطِ البرميل الأول على منطقةٍ معيّنةٍ ثم الانتظار ما بين 10 حتى 30 دقيقة لإسقاط البرميل الثاني على نفس المنطقة. يُمكن تسمية هذا التكتيكِ بـ «البراميل المزدوجة» وبحسبِ نشطاء في المعارضة فإن الهدف هو التأكد من قتلِ أولئك الذين يُحاولون إنقاذ ضحايا البرميل الأول.
بحلول شباط/فبراير من عام 2014 تبنّى مجلس الأمن التابع للأمم المتحدة القرار رقم 2139 الذي طالب بإنهاء القصف الجوي العشوائي بما في ذلك إلقاء البراميل المتفجرة. وفي خطوةٍ مفاجئةٍ دعمت كل من الصين وروسيا – اللتان طالما اعترضتا على القرارات الأمميّة التي تُدين النظام السوري وعرقلتا معظم مشاريع القوانين بهذا الخصوص – هذا القرار وصادقتا عليه، ومع ذلك وبعد خمسة أشهرٍ فقط – أي في شهرِ آب/أغسطس 2014 – أفيد أن النظام قد كثّف من هجماته عبر البراميل المتفجرة في تحدٍ للقرارِ الأمميّ. أنتجت هيومن رايتس ووتش خريطة مُفصّلة تُبيّن 650 موقعًا في سوريا تعرضّ للقصفِ على الأرجح بواسطةِ البراميل المتفجرة التي تُلقيها القوات التابعة للأسد. صرحت سامانثا باور الممثلة الدائمة للولايات المتحدة لدى الأمم المتحدة في أوائل أيلول/سبتمبر 2014 «بأن الحكومة السورية زادت من اعتمادها على البراميل المتفجرة في شنّ حملة جوية وحشيّة.» وبحلول تشرين الثاني/نوفمبر من نفس العام أُفيد من جديدٍ أن الحكومة السورية قد زادت من استخدامها للبراميل المتفجرة منذ التدخل بقيادة الولايات المتحدة في سوريا.
وصفَ خالد خوجة زعيم الائتلاف الوطني السوري المدعومِ من بعض الدول الغربيّة الدور الذي تلعبهُ البراميل المتفجرة في الحربِ لصالح الأسد كما قال إن هذه البراميل تلعبُ دورًا رئيسيًا في دفعِ اللاجئين السوريين نحو الفرارِ من بلدهم نحو البلدان المجاورة وأوروبا. أمّا رائد الصالح رئيس الدفاع المدني السوري فقد قال تعليقًا على قضيّة البراميل المتفجرة هذه: «إن التأثير المحليّ للبرميل المتفجر هو نفسه تأثيرُ الزلزال الذي تبلغُ قوته ثماني درجاتٍ على مقياس ريختر.»

### السودان
استخدمت البراميل المتفجرة في السودان مُنذ التسعينات على الاقل. وكانوا يستخدمون طائرات شحن روسية أنتونوف أن-24 وأنتونوف أن-26 لرمي البراميل المُتفجرة على السكان المُسلحين في جنوب السودان ودارفور. واستخدمت البراميل المُتفجرة في أوائل عام 2003، بعد تمرد حركة تحرير السودان على الخرطوم. واستُخدمت مرة أخرى في عام 2011، عندما بدأ تمرد جديد بعد انفصال الجنوب عن الشمال.